# 君はランバダンバンバ
「君はランバダンバンバ」（きみはランバダンバンバ）は、2004年5月19日に発売された石井竜也の18枚目のシングル。

## 解説
アルバム『NYLON KING』先行シングル。
前作と打って変わって遊び心や派手さを前面に出した構成。

## 収録曲
作詞・作曲：石井竜也 
1. 君はランバダンバンバ
編曲：金子隆博,柿崎洋一郎,浅野祥之,ケニー・モースリー,石井竜也
additional arrange：柿崎洋一郎

ゴージャスさを前面に出したラテン楽曲。本来のタイトルは「君はランバダンバンバ ラバダバンバーダ」だったが関係者に「石井さん『ラバダバンバーダ』はやめましょうよ」[2]と止められ現行のタイトルに落ち着いた。ミュージック・ビデオは金持ちのプレイボーイに扮した石井が月亭可朝をモデルにした衣装[3]を纏い、ラテンダンサーに囲まれハバナで無邪気に豪遊するもの。ビデオの途中で登場する男性器をモチーフにした金のオブジェ[4]に石井が跨り、オブジェを「ギッコンバッタン」するシーンについて、その映像をテレビ[5]で見た一部視聴者から「教育上よくない」等クレームが寄せられ、後日そのオブジェにモザイク処理が施された[6]。石井曰く「嫌な思い出の曲」[2]。アルバム『NYLON KING』には「album version」としてさらにアレンジされたヴァージョンが収録。
2. 気まぐれ恋懺悔
編曲：金子隆博,浅野祥之,ケニー・モースリー,石井竜也
additional arrange：金子隆博
3. 恥中海
編曲：金子隆博,柿崎洋一郎,浅野祥之,成田昭彦,石井竜也

「ちちゅうかい」と読む。男同士の愛をモチーフにした演歌風。
歌詞カードの隅に小さく「恥中海」の曲頭に「気まぐれ恋懺悔」の後半部分が重なっている、セッション収録中に展開された石井のアドリブに起因する参加ミュージシャンの笑い声が収録されていると注意書きが記されている。本来はここに「毒ひよこ」[7]が入る予定だったが、鳥インフルエンザの影響により、本楽曲に差し替えとなったとのこと。

## 収録アルバム
いずれも（#1）
- 『NYLON KING』（2004年7月7日発売） - 9thオリジナル・アルバム （アルバムヴァージョン）
- 『石 〜Best of Best〜』（2005年10月12日発売） - 1stベスト・アルバム